# Salutary neglect
Der Begriff salutary neglect (englisch, dt. „heilsame Vernachlässigung“) bezeichnet die inoffizielle Politik der britischen Regierung gegenüber ihren Kolonien in Nordamerika in der ersten Hälfte des 18. Jahrhunderts, die vor allem durch Nichteinmischung geprägt war und den Kolonien faktisch eine weitgehende Autonomie ermöglichte. Der Begriff wurde erst im Nachhinein von Edmund Burke geprägt; in seiner Rede vor dem House of Commons vom 22. März 1775 zum Verhältnis zu den Kolonien heißt es:

„That I know that the colonies in general owe little or nothing to any care of ours, and that they are not squeezed into this happy form by the constraints of watchful and suspicious government, but that, through a wise and salutary neglect, a generous nature has been suffered to take her own way to perfection; when I reflect upon these effects, when I see how profitable they have been to us, I feel all the pride of power sink, and all presumption in the wisdom of human contrivances melt, and die away within me.“

## Entwicklung
Die britischen Kolonien in Nordamerika, deren Bedeutung im Empire mit ihrem raschen Bevölkerungswachstum im 18. Jahrhundert immer größer wurde, blieben in den Regierungsjahren Robert Walpoles und darüber hinaus weitgehend sich selbst überlassen. Zwar wurde der Handel etwa durch die ab 1651 erlassenen Navigation Acts teils reguliert, doch wurden die Kolonisten von direkten Steuern und Kontributionen weitgehend verschont. Zu den Ausnahmen zählte der Molasses Act des Jahres 1733, der einen hohen Importzoll auf ausländische Melasse einführte, doch war er zum einen vor allem als Schutzzoll konzipiert und weniger auf eine Steigerung des Zollertrags aus; ohnehin wurde er so systematisch durch Korruption und Schmuggel umgangen, dass es bald fast als Selbstverständlichkeit erschien.
Inwieweit diese Umstände eine fahrlässige Vernachlässigung der kolonialen Angelegenheiten darstellten, wie der Name nahelegt, oder hingegen eine bewusste Policy der britischen Regierung, ist unter Historikern umstritten und variiert auch mit dem nationalen Blickwinkel; während amerikanische Historiker mit Burke die „heilsame“ Wirkung dieser Politik auf die wirtschaftliche und gesellschaftliche Entwicklung der Kolonien betonen, so stellt sie aus einer britisch-imperialen Perspektive ein folgenschweres Versäumnis dar.
Das Ende des salutary neglect fiel mit dem Ende des Siebenjährigen Krieges zusammen, als die britischen Regierungen von Lord Bute (1762–1763) und George Grenville (1763–1765) begannen,  die Politik und Wirtschaft der Kolonien stärker von London aus zu regulieren, mindestens um die desaströsen Staatsfinanzen zu entlasten. Schon die ersten Versuche, die Kolonisten zu besteuern, namentlich der Sugar Act 1764 und der Stamp Act 1765, riefen jedoch heftigen Widerstand in den Kolonien hervor und markieren den Beginn der amerikanischen Revolution.